# Masaki Kamoshida
Masaki Kamoshida (Kawasaki, 22 luglio 1970) è un giocatore di football americano giapponese che gioca come offensive lineman per gli Zero Fighters.

## Palmarès
- 2 Mondiali (1999, 2003)